# باكستان بوست
باكستان بوست (بالأردوية: پاکستان ڈاک)‏، هي مؤسسة حكومية تعمل كأكبر مشغل بريد في باكستان. 44000 موظف من خلال أسطول مركبات يتكون من 5000 شخص على خدمة «من الباب إلى الباب» التقليدية من أكثر من 13000 مكتب بريد في جميع أنحاء البلاد، تخدم أكثر من 50 مليون شخص. تعمل خدمة البريد الباكستاني تحت اسم «مجلس إدارة الخدمات البريدية» لتقديم مجموعة كاملة من الخدمات اللوجيستية وخدمات التسليم والوفاء للعملاء. بالإضافة إلى دورها التقليدي، تقدم أيضًا خدمات مثل التأمين البريدي على الحياة و البريد الإدخاري المصرفي الباكستاني . كما تدير الخدمات نيابة عن الحكومات الفيدرالية وحكومات المقاطعات، من خلال العمل كنقطة تحصيل لفواتير الضرائب والمرافق. 

## روابط خارجية
- الموقع الرسمي
- EMTTS - نظام تعقب وتتبع البريد السريع
- باكستان الرمز البريدي / الرموز